# Cofradía de Nuestra Señora de la Esperanza Macarena (Albacete)
La Cofradía de Nuestra Señora Reina de la Esperanza Macarena, Santísimo Cristo de la Esperanza y Traición de Judas es una cofradía de la Semana Santa de Albacete (España).
Tiene su sede canónica en la Iglesia de San Francisco de Asís. Fue fundada en 1945 en el seno del Colegio Oficial de Agentes Comerciales de Albacete. 
Cuenta con tres imágenes: Nuestra Señora Reina de la Esperanza Macarena (1945), Traición de Judas (1991) y Santísimo Cristo de la Esperanza (1994).
Procesiona en Lunes Santo (procesión infantil), Martes Santo (Oración en el Huerto), Miércoles Santo (La Pasión), Jueves Santo (Dolor en la Noche), Viernes Santo (Santo Entierro), Sábado de Gloria (Institución Benéfica Sagrado Corazón de Jesús) y Domingo de Resurrección (El Resucitado). 
Su hábito está compuesto por capuz verde, túnica blanca, capa blanca y cíngulo verde 

### Fechas relevantes para la Cofradía
El 14 de diciembre de 2013, tuvo lugar la Coronación Canónica de la Esperanza Macarena en su sede, en una misa presidida por el Obispo de la Diócesis de Albacete, Monseñor Ciriaco Benavente, quien realizó  la imposiciones de la corona, un momento solemne que provocó la ovación por parte de los hermanos allí reunidos, además, este hecho, fue la primera Virgen en ser coronada sin ser patrona en la Diócesis de Albacete
Con motivo del IV Encuentro de Cofradías y Hermandades de Esperanzas Macarenas, donde Albacete fue sede durante los días 6 y 7 de junio de 2019. Se realizaron restauraciones tanto en el Altar de la Esperanza Macarena en la parroquia de Franciscanos y una restauración en la propia talla. Además la reina emérita, Doña Sofía, aceptó ser camarera de honor de la Hermandad de la Esperanza Macarena de Albacete.

### Historia de Nuestra Esperanza Macarena
En 1945, un grupo de agentes comerciantes fundan una cofradía inspirándose en la popular cofradía sevillana (La Esperanza Macarena) en un principio establecen la sede en la parroquia de San Juan Bautista, hasta octubre de 1957 que se traslada a la Parroquia de San Francisco (actual sede).
La escultura de La Macarena encargada al escultor valenciano, José Díes López en 1645, costó tres mil pesetas y fue bendecida en diciembre de 1945.
Se trata de una Virgen doliente, con cierto aire andaluz, de mirada baja, cabeza ovalada y nariz recta. Sus manos de gran finura aportan serenidad, además de un rechazo al patetismo

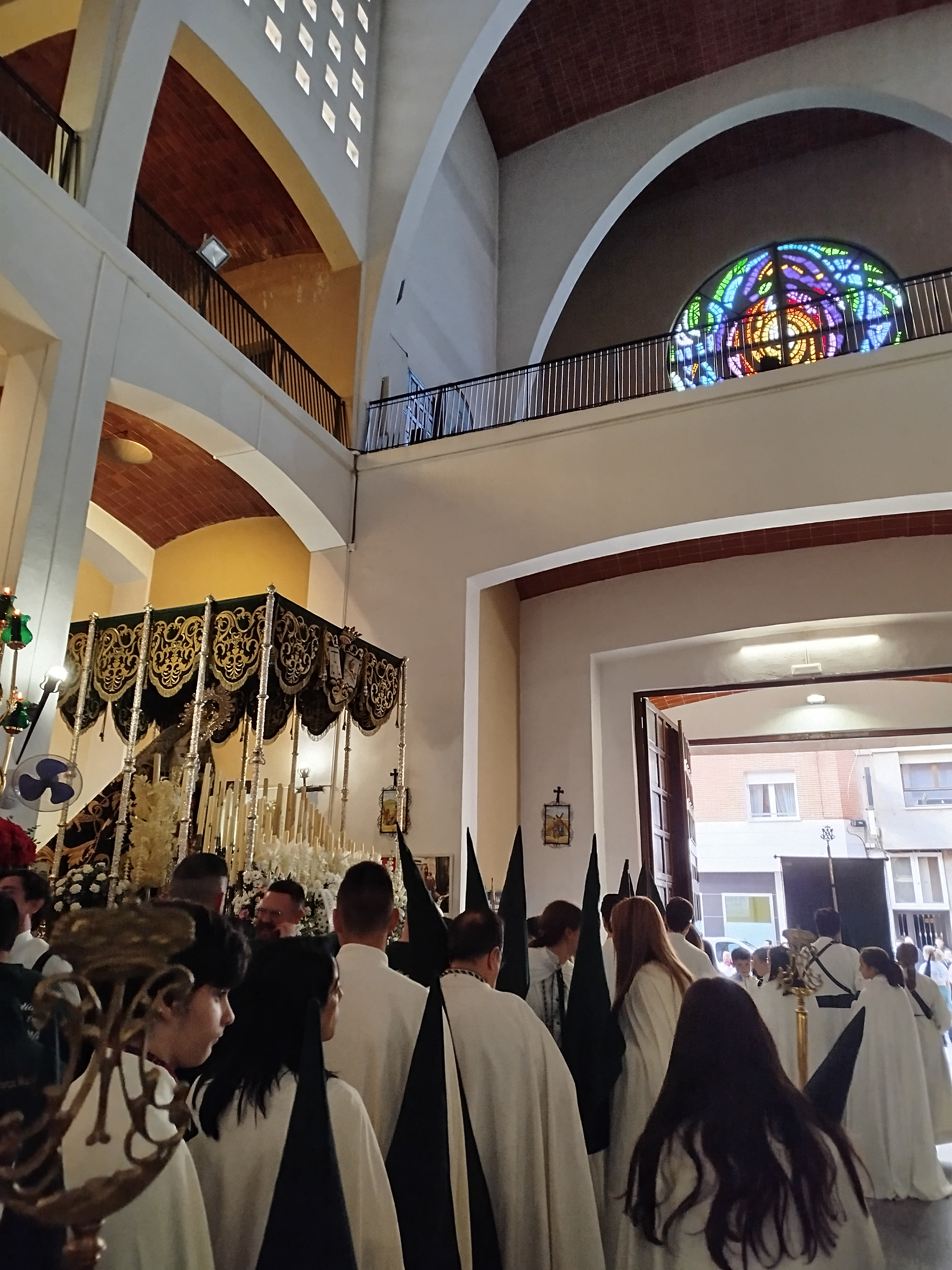
Macarenos esperando su estación de penitencia de Viernes Santo (Albacete. 2025)

## Enlaces de interés
- Wikimedia Commons alberga una categoría multimedia sobre Cofradía de Nuestra Señora de la Esperanza Macarena.

- Datos: Q43286123